# Popular music africana

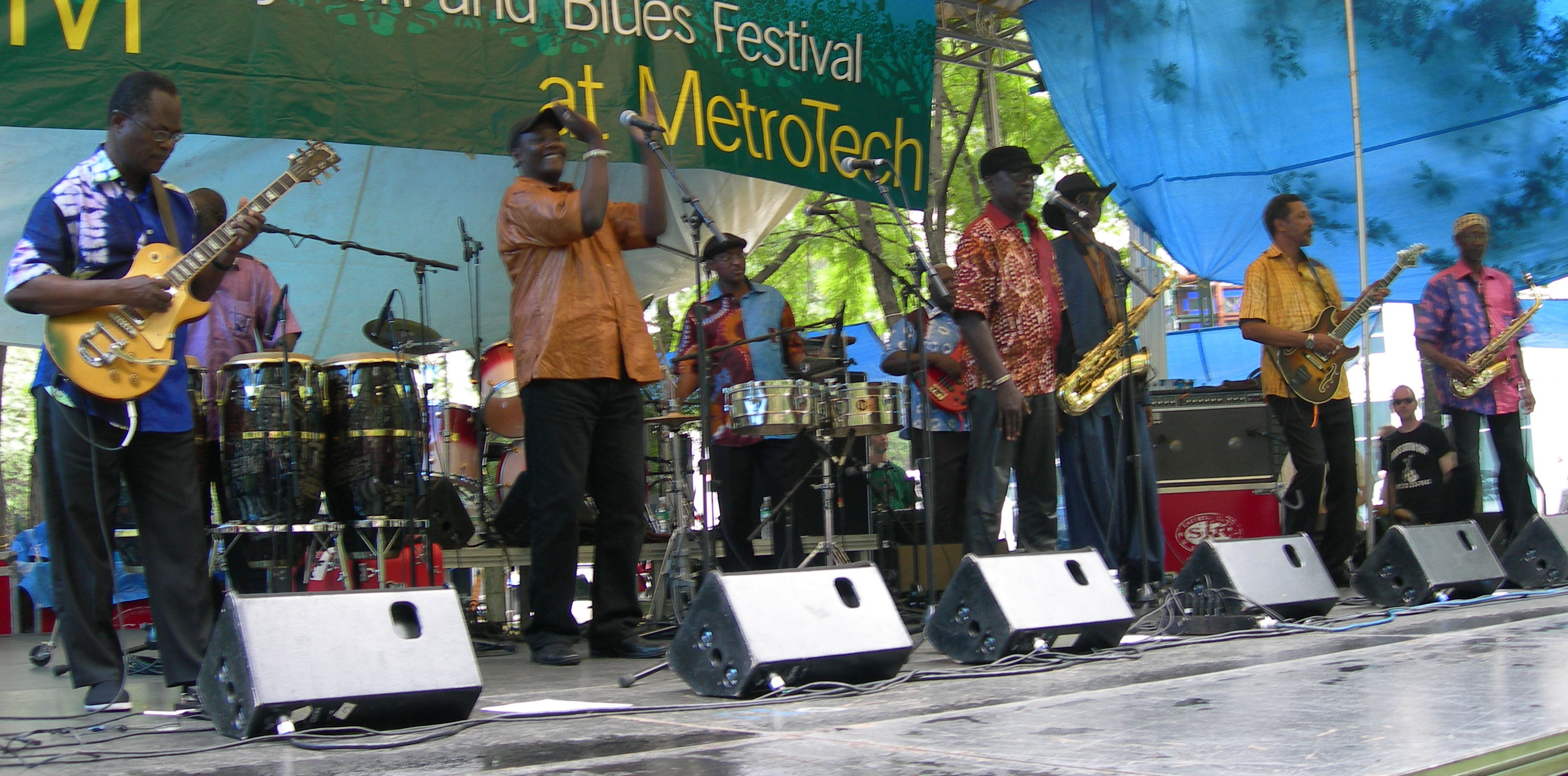
Gli Orchestra Baobab

La popular music africana (a cui ci si riferisce con il termine Afropop o Afro-pop) è tutta quella eseguita da artisti contemporanei dell'Africa.
La varietà delle espressioni sonore diffuse in tutta l'Africa rendono impossibile identificare come genere musicale vero e proprio l'Afropop. Tuttavia, coloro che lo caratterizzano sono spesso ispirati alla musica popular cubana e occidentale, che discende a sua volta da stilemi musicali nati in America con gli schiavi subsahariani. Non mancano infatti molti generi "pop" africani ispirati al funk, al soul e al rock. La popular music africana è ritenuta responsabile di aver contribuito alla promozione del genere world music.